# Michelstadt
Michelstadt település Németországban, Hessen tartományban. Lakosainak száma 15 975 fő (2023. december 31.).

## Népesség
A település népességének változása:
| Lakosok száma | 16 642 | 16 088 | 16 151 | 16 078 | 16 097 | 15 975 |
|               | 2015   | 2017   | 2019   | 2021   | 2022   | 2023   |